# حزب سلطة الشعب (كوريا الجنوبية)
حزب سلطة الشعب هو حزب محافظ من كوريا الجنوبية. تأسس الحزب في 17 فبراير 2020 بعد اندماج الحزب الوطني الكبير وحزب المحافظين الجدد بالإضافة لعدد من الأحزاب والمنظمات الصغيرة.